# Arquidiocese de Utreque

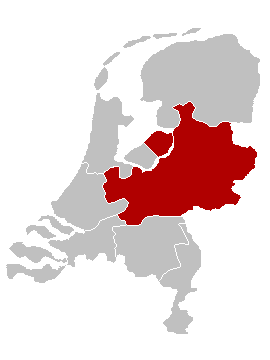
Divisão territorial da arquidiocese.

A Arquidiocese de Utreque (Archidiœcesis Ultraiectensis, Aartsbisdom Utrecht) é uma arquidiocese da Igreja Católica situada em Utreque, nos Países Baixos. Foi erigida a partir da elevação da Diocese de Utreque, criada em 695. Foi restabelecida em 4 de março de 1853. É a Sé Primacial dos Países Baixos e sua única arquidiocese. Seu atual arcebispo é Willem Jacobus Eĳk. Sua Sé atual é a Igreja de Santa Catarina. A Igreja de São Martinho (Domkerk) é a antiga catedral de Utreque, mas hoje é um templo protestante.
Possui 336 paróquias, contando com 21,6% da população jurisdicionada batizada e com 577 padres.

## História
A diocese de Utrecht foi erigida em 695 quando São Vilibrordo foi consagrado bispo dos frísios em Roma pelo Papa Sérgio I, e com a aprovação de Pepino de Herstal passou a ocupar a presidência da importante cidade de Utrecht. Após a morte de Vilibrordo a diocese sofreu um tremendo estrago das invasões dos frísios e, posteriormente, dos normandos.
Melhores tempos aconteceram durante o reinado dos imperadores saxões que freqüentemente convidavam os bispos de Utreque às dietas e os conselhos imperial. Em 1024 os bispos foram investidos com a autoridade e os princípios da linhagem do Santo Império Romano. A diocese foi elevada à dignidade de principado episcopal, que incluiu uma área com um Sticht, o que corresponde à província de Utreque, mas também algumas áreas conhecidas como Oversticht, que corresponde aproximadamente às províncias de Drente e Overissel e a cidade de Groninga, que não estavam em continuidade com a Sticht porque não se interpõe no território do concelho da Gelre, que corresponde à província de Guéldria. Junto com as dioceses de Liège e Cambrai, eram sufragâneas do Arcebispado de Colônia.
Em 1122, com a Concordata de Worms, o direito de investidura do imperador foi revogado e o direito de eleger o bispo estava reservado para o capítulo da catedral, que, muito em breve, se viu forçado a partilhar com os quatro capítulos da maior número de igrejas na cidade (São Salvador, São João, São Pedro e Santa Maria). As contagens da Holanda e Guéldria, entre cujas posses estendia as terras governadas pelo príncipe-bispo de Utreque, tentou ganhar influência política na escolha dos capítulos, muitas vezes ao tentar impor um candidato de seu gosto. Esta situação levou a conflitos frequentes e litígios resultantes de intervenções frequentes da Santa Sé, que foi forçado a interferir mais do que uma eleição. Depois de meados do século XIV, os papas repetidamente nomeavam o bispo diretamente, sem o respeito dos direitos de cinco capítulos, forçado pela situação das competências de grave interferência exercida por políticos locais e vizinhos.
Em 12 de maio de 1559 com a Bula papal do Papa Paulo IV Super Universas, Utreque cedeu uma parte do seu território para o benefício da ereção da diocese de Haarlem (agora a diocese de Haarlem-Amsterdã), Deventer, Groningen (hoje Diocese de Groningen-Leeuwarden) e Middelburg, Leeuwarden e foi elevada à categoria de arquidiocese metropolitana, com seis dioceses sufragâneas.
Mas o novo estado de coisas não duraria muito. Quando as províncias do norte dos Países Baixos revoltaram-se, a arquidiocese declinou com o fim do poder espanhol. Nos termos da União de Utreque, os direitos e privilégios dos católicos deveriam ter sido assegurados, em 14 de junho de 1580, mas a prática da religião católica era proibida pelos magistrados de Utreque. A catedral de São Martinho foi devastada e o governo das Províncias Unidas foi incapaz de controlar os extremistas. Em 25 de agosto do mesmo ano o arcebispo Schenk morreu e dois sucessores nomeados pelo rei da Espanha não conseguiram entrar no território da diocese. Dessa forma, a arquidiocese foi suprimida.
Em 1592 o Papa Clemente VII declarou que os territórios a norte do rio Waal seriam o território de uma missão, a missão holandesa, liderada por vigários apostólicos, denominada como Vicariato Apostólico da Batávia.
A sede permaneceu vaga até 1602, quando o posto de arcebispo foi dado aos vigários da missão apostólica dos holandeses (Hollandse Zending). Estes vigários foram consagrados como arcebispos-titulares para não ferir os sentimentos do governo holandês, mas podiam assumir o título de Arcebispo de Utreque, quando as circunstâncias o permitissem. Durante o último período do Vicariato Apostólico, entre o clero da diocese espalhar teorias jansenistas e galicanas, apesar da oposição da Cúria Romana e tolerado pelo Bispo de Neercassel. Quando essas coisas aconteceram Petrus Codde, forte apoiador do jansenismo, abriu um conflito com Roma, que só terminou com a suspensão do bispo e de sua substituição por um novo bispo e vigário apostólico. Codde, por outro lado até o fim de seus dias, continuou a ser considerado como arcebispo e de exercer uma competência residual fora da comunhão com a Sé Apostólica. A maioria do clero da arquidiocese, mesmo após sua morte, continuou a reclamar o direito de eleger o arcebispo.
Em 1723, os capítulos, tendo obtido permissão do governo holandês, tinham o direito de eleger um novo arcebispo, que, no entanto, o Papa Bento XIII decidiu retirar o seu consentimento e à imposição de excomunhão. Este foi o início do cisma vétero-católico que ainda continua. No entanto, até 1858 todos os bispos católicos da Velha Igreja eleitos notificavam a sua eleição para o Papa e depois do Concílio Vaticano I não se consideravam separados da Igreja de Roma.
Em 1725 os Estados Gerais dos Países Baixos, em uma tentativa de enfraquecer e dividir os católicos, expulsou o vigário apostólico do país. Os superiores holandeses se estabeleceram em Bruxelas até 1794, depois o superior Ciamberlani Ludovico (1794-1828) teve sua residência em Münster e em seguida, para Amsterdã, e seu sucessor Francesco Capaccini colocou a sua residência em Haia, onde permaneceu até à restauração da hierarquia. Enquanto isso, em 1795 a República Batava concedia a todos os cidadãos, incluindo os católicos, a liberdade de religião.
Em 4 de março de 1853 a Santa Sé, pelo breve Ex qua die  do Papa Pio IX restabeleceu a sua própria hierarquia, na Holanda, oficialmente chamada de Nova Igreja Católica e da Arquidiocese de Utreque foi restaurada com quatro sés sufragâneas.
Em 16 de julho de 1955 perde parte de seu território, para o benefício da ereção da Diocese de Groningen (hoje Diocese de Groningen-Leeuwarden).
Atualmente, o arcebispo católico de Utreque, muitas vezes, elevado à púrpura, recebeu o título de primaz da Holanda e é o metropolita de uma província eclesiástica, com seis dioceses sufragâneas.

## Prelados

### Bispos e arcebispos de Utreque
- São Vilibrordo † (696 - 739)
- Vera † (739 ? - 752/753)
- Eobão † (753 - 754)
- São Gregório † (754 - 780)
- São Alberico † (780 - 784)
- Teodardo † (784 - 791)
- Hamacar † (791 - 804)
- Ricfrido † (804 - 827)
- São Frederico de Utreque † (828 - 838)
- Alberico II † (838 - 845)
- Eginardo † (845 - 847)
- Liudger † (847 - 856)
- São Hunger † (856 - 866)
- Adelboldo I † (870 - 890)
- Egilberdo † (900 - 900)
- São Radboldo † (901 - 918)
- Balderico † (918 - 977)
- Folcmar † (977 - 990)
- Balduíno I † (991 - 994)
- são Ansfriedo † (995 - 1010)
- Adelboldo II, O.S.B. † (1010 - 1027)
- Bernoldo † (1028 - 1054)
- Guilherme de Gelre † (1054 - 1076)
- Conrado † (1076 - 1099)
- Burcardo † (1099 - 1112)
- Godeboldo † (1114 - 1127)
- André de Cuĳk † (1128 - 1138)
- Hartberto † (1138 - 1150)
- Armando de Hoorn † (1152 - 1156)
- Godfrido do Rhenen † (1156 - 1177)
- Boldevino de Holanda † (1178 - 1196)
- Arnoldo de Isemburgo † (1196 - 1197)
- Dirk da Holanda † (1197 - 1198)
- Dirk de Are † (1198 - 1212)
- Otão de Gelre † (1212 - 1215)
- Otão de Lipa † (1216 - 1228)
- Vilbrando de Oldemburgo † (1228 - 1233)
- Otão da Holanda † (1233 - 1249)
- Gozewĳn de Amstel † (1249 - 1250)
- Hendrico de Vianden † (1250 - 1267)
- Jan de Nassau † (1267 - 1288)
- Jan de Sierck † (1291 - 1296)
- Guilherme Berthout † (1296 - 1301)
- Guido de Avennes † (1301 - 1317)
- Frederik de Sierck † (1317 - 1322)
- Jacob de Oudshoorn † (1322 - 1322
- Jan de Diest † (1322 - 1341)
- Nicola Capocci † (1341 - 1342)
- Jan de Arkel † (1342 - 1364)
- Jan de Virneburgo † (1364 - 1371)
- Arnold de Hoorn † (1371 - 1378 )
- Floris de Wevelinkhoven † (1379 - 1393)
- Frederik de Blankenheim † (1393 - 1423)
- Zweder de Culemburgo † (1425 - 1432)
  - Rodolfo de Diepholt † (1426 - 1432) (antibispo)
- Rodolfo de Diepholt † (1432 - 1455)
  - Walraven de Meurs † (1434 - 1448) (antibispo)
  - Gĳsbrecht de Brederode † (1455 - 1457) (bispo eleito)
- Davi da Borgonha † (1457 - 1494)
- Frederico IV de Baden † (1496 - 1517)
- Filipe de Borgonha † (1517 - 1524)
- Henrique do Reno † † (1524 - 1529)
- Willem Enckenwoirt † (1529 - 1534)
- Jorge de Egmond † (1535 - 1559)
- Frederik Schenck de Tutemburgo † (1561 - 1580)
  - Herman de Renemberga † (1580 - 1592) (bispo eleito)
  - Jan de Bruhesen † (1592 - 1600) (bispo eleito)

### Vigários apostólicos e superiores da Missão Holandesa
- Sasbout Vosmeer † (1602 - 1614)
- Philippus Rovenius † (1614 - 1651o)
- Jacobus de la Torre † (1651 - 1661)
- Johannes de Neercassel † (1662 - 1686)
- Petrus Codde, C.O. † (1688 - 1704)
- Gerhard Potcamp † (1705 - 1705)
- Adam Daemen † (1707 - 1717)
- Johannes de Bĳlevelt † (1717 - 1727)
- Giuseppe Spinelli † (1727 - 1731)
- Vincenzo Montalto † (1731 - 1732)
- Silvio Valenti Gonzaga † (1732 - 1736)
- Franciscus Goddard † (1736 - 1737)
- Luca Melchiorre Tempi † (1737 - 1743)
- Petrus Paulus Testa † (1744)
- Ignazio Michele Crivelli † (1744 - 1755)
- Carlo Molinari † (1755 - 1763)
- Bartolomeo Soffredini † (1763)
- Tommaso Maria Ghilini † (1763 - 1775)
- Joannes Antonius Maggiora † (1775 - 1776)
- Ignazio Busca † (1776 - 1785)
- Michael Causati † (1785 - 1786)
- Antonio Felice Zondadari † (1786 - 1792)
- Cesare Brancadoro † (1792 - 1794)
- Luigi Ciamberlani † (1794 - 1828)
- Francesco Capaccini † (1829 - 1831)
- Antonio Benedetto Antonucci † (1831 - 1841)
- Innocenzo Ferrieri † (1841 - 1847)
- Johannes Zwĳsen † (1847 - 1848)
- Carlo Belgrado † (1848 - 1853)

### Arcebispos de Utreque
- Johannes Zwĳsen † (1853 - 1868)
- Andreas Ignatius Schaepman † (1868 - 1882)
- Pieter Mathĳs Snickers † (1883 - 1895)
- Hendrik de de Wetering † (1895 - 1929)
- Johannes Henricus Gerardus Jansen † (1930 - 1936)
- Johannes de Jong † (1936 - 1955)
- Bernardus Johannes Alfrink † (1955 - 1975)
- Johannes Gerardus Maria Willebrands † (1975 - 1983)
- Adrianus Johannes Simonis † (1983 - 2007)
- Willem Jacobus Eĳk (2007 - atual)